# Mord är lätt (film)
Mord är lätt (engelska: Murder Is Easy) är en amerikansk mysteriefilm från 1982 i regi av Claude Whatham. Filmen är baserad på Agatha Christies roman med samma namn från 1939. I huvudrollerna ses Bill Bixby, Lesley-Anne Down, Olivia de Havilland och Helen Hayes. Filmen sändes i svensk tv den 1 januari 1983.

## Historia

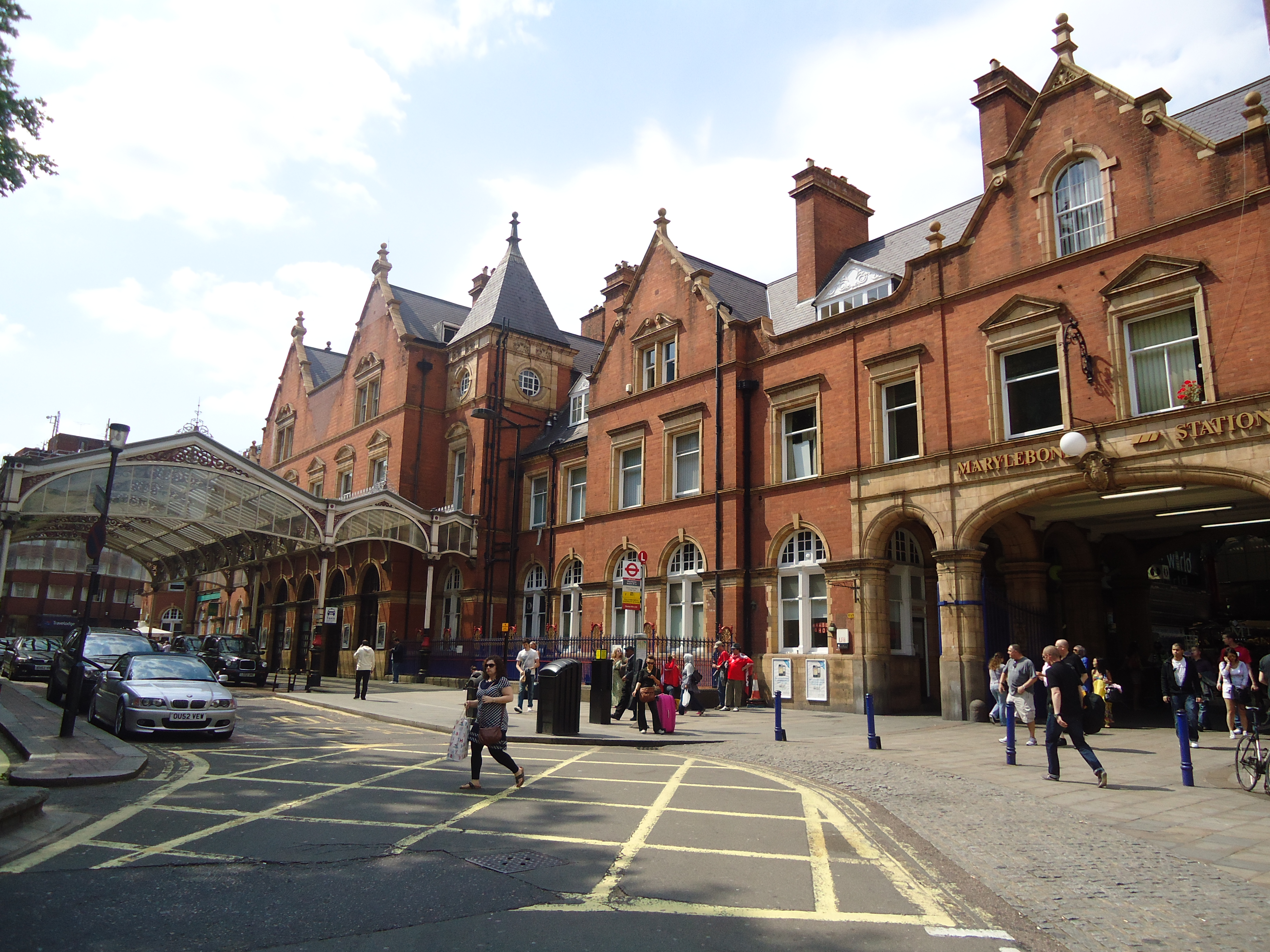
Mayrlebone järnvägsstation

Helen Hayes namn har en framträdande plats på film- och reklamaffischer men hennes rollfigur Lavinia Fullerton mördas efter bara tio minuter. Hayes skulle dock återkomma 1983 som Miss Marple i filmen Ett karibiskt mysterium. Hayes och Olivia de Havilland hade båda vunnit två Oscarsstatyetter.
Mord är lätt var den enda filmen i Bill Bixbys långa karriär som inte spelades in i USA.
Järnvägsstationen som Luke Williams anländer till i början av filmen är Marylebone i London.

## Handling
När Luke Fitzwilliam återvänder till England efter sitt jobb inom polisen delar han en tågvagn med Lavinia Pinkerton på väg till London. Hon pratar med honom om anledningen till att hon reste till Scotland Yard: hon planerar att anmäla en seriemördare i sin by och berättar för honom vem som dödades och vem som kommer att dödas härnäst – Amy Gibbs, Tommy Pierce och Harry Carter har dödats; Dr John Humbleby kommer att bli nästa offer. Kvinnan påminner honom om en favoritmoster, så han svarar artigt och minns vad hon sa.
Luke läser om miss Pinkertons död dagen därpå, och sedan om doktor Humblebys död, som har dött av blodförgiftning. Luke låter inte detta vila utan reser till byn Wychwood under Ashe. Han utger sig för att vara en av dem som hittar material till en bok om tron på häxeri och vidskepelse medan han undersöker omständigheterna kring dödsfallen. Han bor hemma hos Gordon Ragg, mer känd som Lord Whitfield (Easterfield i den amerikanska utgåvan) och påstår sig vara en kusin till Bridget Conway, Whitfields fästmö, som är kusin till hans egen goda vän. Han och Conway får hjälp av Honoria Waynflete, en kvinna som de tror kan känna personen bakom dödsfallen. Han pratar med bybor för att få reda på historierna om de senaste morden, inklusive Mr Abbot, advokaten som avskedade Tommy Pierce från hans tjänst; pastor Mr Wake, lokal rektor; Mr Ellsworthy, en antikhandlare som verkar vara mentalt instabil; och Dr Thomas, Humblebys yngre partner. Folk i byn ser dödsfallen som olyckor. Amy Gibbs dog efter att ha förväxlat sin hostmedicin med hattfärg i mörkret, Tommy Pierce dog efter att ha fallit från ett fönster på övervåningen på biblioteket när han putsade fönstren, Harry Carter föll från en bro när han var berusad och drunknade i leran, och Humbleby dog av ett skärsår som blev infekterat. Luke får veta att fru Lydia Horton var ett annat offer för dessa olyckor – hon återhämtade sig från akut magkatarr och var på bättringsvägen innan hon fick ett plötsligt återfall och dog.
Luke tror att Ellsworthy är mördaren på grund av hans mentala instabilitet. Att se Ellsworthy återvända hem med blod på sina händer bidrar till denna bild. Senare samma dag blir Luke och Miss Waynflete vittnen till hur Whitfield grälar med sin chaufför Rivers, som hade tagit Whitfields Rolls-Royce för en åktur. Luke hittar Rivers död, träffad av en dekorativ sten. Luke och Bridget inser att de är kära i varandra och Bridget berättar för Gordon om sitt beslut att bryta sin förlovning med honom. I ett samtal med Luke gör Gordon ett märkligt uttalande. Han påstår att Gud dödar människor som gör honom illa och skipar gudomlig rättvisa över dem som gör fel. Whitfield nämner att Mrs Horton hade grälat med honom, Tommy Pierce gjorde hånfulla uttalanden av honom, Harry Carter skrek åt honom när han var berusad, Amy Gibbs var oförskämd mot honom, Humbleby var oense med honom om byns vattenförsörjning, och Rivers använde sin bil utan tillstånd och talade sedan respektlöst till honom; Och alla dog kort därefter. Whitfield förutspår att Luke och Bridget, efter att ha förorättat honom, snart också kommer att möta sina öden.
Luke ändrar sig om vem som är ansvarig för dödsfallen och anser att Whitfield är mördaren. Han rådfrågar Miss Waynflete, som bekräftar hans misstankar, och berättar för honom hur hon visste att han var galen: när de var yngre hade Waynflete och Whitfield förlovat sig för att gifta sig. Men en kväll dödade Whitfield fågeln som hon hade som husdjur, med skenet att han tyckte om att göra det, och hon säger att hon avslutade deras förlovning.
Luke och Bridget bestämmer sig för att Bridget ska lämna Whitfields egendom för att bo i Honoria Waynfletes hus. Luke samlar ihop deras bagage och förbereder sig för att ge sig av, medan Bridget och Honoria tar en promenad i skogen. Honoria visar sig vara mördaren. Under sin förlovning med Whitfield hade Honoria dödat sin egen tama fågel efter att den bitit henne, vilket fick Gordon att överge förlovningen. Hon svor att hämnas på Gordon och bestämde sig för att sätta dit honom för brott han inte begått. Hon uppmuntrade honom i tron att Gud utkrävde omedelbar vedergällning av dem som inte respekterade honom.
Honoria hade förgiftat teet åt Lydia Horton, samtidigt som hon uppmuntrade andra att tro att problemet låg i druvorna som Whitfield skickade. Honoria dödade Amy genom att byta flaskor på natten och låsa dörren från utsidan med hjälp av en tång. Hon dödade Carter genom att knuffa ner honom från bron samma dag som han hade ett gräl med Whitfield, och hon knuffade också ut Tommy Pierce genom fönstret medan han arbetade. Whitfield hade varit den som hade gett Tommy det här jobbet.
Honoria hade sett att Lavinia Pinkerton insåg att hon var mördaren och att Humbleby skulle bli hennes nästa offer. Honoria hade följt efter Lavinia in till London och sedan knuffat henne framför en förbipasserande bil. Honoria satte dit Whitfield genom att berätta för ett vittne att hon såg registreringsnumret på Whitfields Rolls-Royce. Efter att ha bjudit in Humbleby till sitt hus skar hon i hans hand med en sax. Hon lade sedan ett förband på såret, ett förband med var som sipprat från kattens öra. Humbleby dör några dagar senare av en blodinfektion. Efter att ha bevittnat hur Rivers blir avskedad slår Honoria honom i huvudet med en sandsäck.
Honoria dricker Bridgets te och tar med henne ut i skogen, där de två börjar prata. Bridget har inte druckit teet (fast det vet inte Honoria) och är redo för vad som komma skall. Honoria visar en kniv täckt av Whitfields fingeravtryck och informerar Bridget om att hon kommer att döda henne och lämna kniven på platsen. Honoria ordnar så att Whitfield kan ses gå ensam genom området där Bridgets kropp kommer att ligga. Istället bråkar Bridget med Honoria. Luke inser att Honoria är mördaren och räddar Bridget. Bridget och Luke lämnar byn för att leva tillsammans som ett gift par.

## Rollista i urval
| Bill Bixby          | – professor Luke Williams |
| Lesley-Anne Down    | – Bridget Conway          |
| Olivia de Havilland | – Honoria Waynflete       |
| Helen Hayes         | – Lavinia Fullerton       |
| Patrick Allen       | – major Horton            |
| Shane Briant        | – doktor Thomas           |
| Freddie Jones       | – konstapel Reed          |
| Leigh Lawson        | – Jimmy Lorrimer          |
| Jonathan Pryce      | – Mr. Ellsworthy          |
| Timothy West        | – lord Gordon Easterfield |
| Carol MacReady      | – Mrs. Pierce             |